# Сарсенбаев, Кабдирашит
Кабдирашит Сарсенбаев (1927, село Караагаш, ныне Есильский район Северо-Казахстанской области — 2004) — механизатор, лауреат Государственной премии СССР (1981).

## Биография
В раннем возрасте остался сиротой. С 1945 года работал механизатором совхоза Торангул Есильского района. В 1957—1987 годах — бригадир тракторно-полеводческой бригады. Более 40 лет посвятил развитию сельского хозяйства региона. Награждён двумя орденами Трудовой Славы, медалями «За доблестный труд в Великой Отечественной войне 1941—1945 гг.», «За освоение целинных земель», ВДНХ, «Ветеран труда» и др.